# Naturschutzgebiet Hohe Burg und Schwarzer See
Das Naturschutzgebiet Hohe Burg und Schwarzer See ist ein Naturschutzgebiet in Mecklenburg-Vorpommern, einen Kilometer westlich von Schlemmin. Es wurde am 21. Februar 1939 mit einer Fläche von 17,4 Hektar um den Schwarzen See eingerichtet und am 1. Mai 1957 mit der Hohen Burg auf eine Größe von 110 Hektar erweitert.

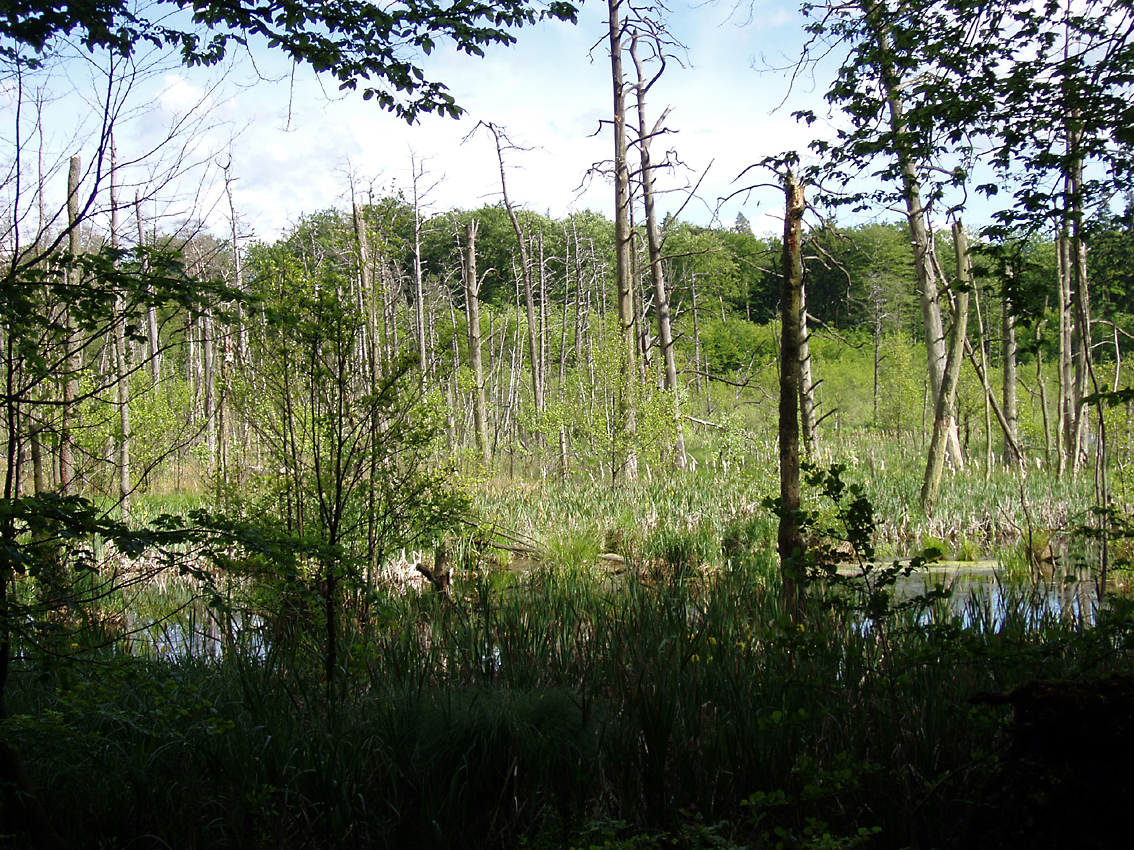
Wiedervernässungsfläche am Rand des Schwarzen Sees mit abgestorbenem Baumbestand

Der Gebietszustand wird im Buchenwaldbereich als gut eingeschätzt. Der Buchenwald hat sich in den letzten Jahrzehnten überwiegend nutzungsfrei entwickeln können. Das Moor wurde erst 1989 von Fichtenbestand befreit und flach überstaut. Sein Zustand ist daher noch unbefriedigend. Es sind jedoch bereits Übergänge zu Torf bildenden Vegetationsformen erkennbar. Die Flächen sind Teil des FFH-Gebietes Schlemminer Wälder und Kleingewässerlandschaft. Die Hohe Burg wird als Naturwaldreservat forstlich untersucht.
Das Naturschutzgebiet ist gut durch Wege erschlossen. Ein Knüppeldamm über den Schwingrasen bis zum Schwarzen See ermöglicht eine Moorwanderung.
Im Naturschutzgebiet steht ein Gedenkstein zu Ehren von Georg und Hans-Jürgen von Arnswaldt. Die beiden Oberförster vertraten einen wirtschaftlich orientierten, ökologisch ausgerichteten Waldbau unter Einbeziehung von Naturschutzbelangen. Weiterhin steht am Rand des Naturschutzgebiets der 94 Meter hohe Schlemminer Fernsehturm.

## Geschichte

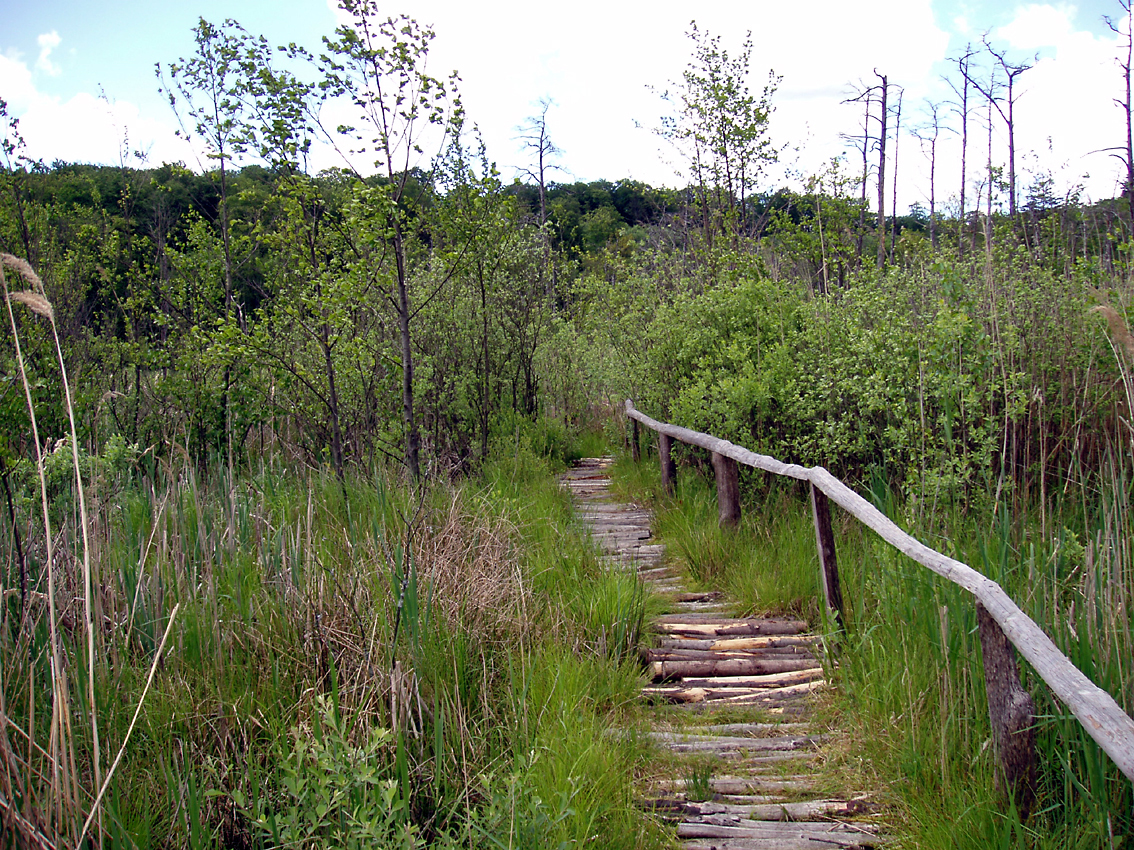
Knüppeldamm über den Schwarzen See

Die Flächen liegen in der eiszeitlichen Endmoränenlandschaft. Die höchste Erhebung, die Hohe Burg im Höhenzug von Eggberg bis Langer Berg erreicht eine Höhe von 147,4 m ü. NHN. Der Name „Hohe Burg“ stammt von einer vermutlich frühslawischen Höhenburg, die sich dort befand. Der Schwarze See ist der höchstgelegene See Mecklenburgs.
Die Wiebekingsche Karte aus dem Jahr 1786 zeigt die Moorniederung als halboffene Landschaft. Die Höhenzüge waren mit Wald bestockt. Die eigentlich abflusslose Senke wurde durch mehrere Gräben in Richtung Südwesten zur Warnow hin entwässert. Ab dem 19. Jahrhundert wurden Teilbereiche mit Fichten aufgeforstet.

## Pflanzen- und Tierwelt

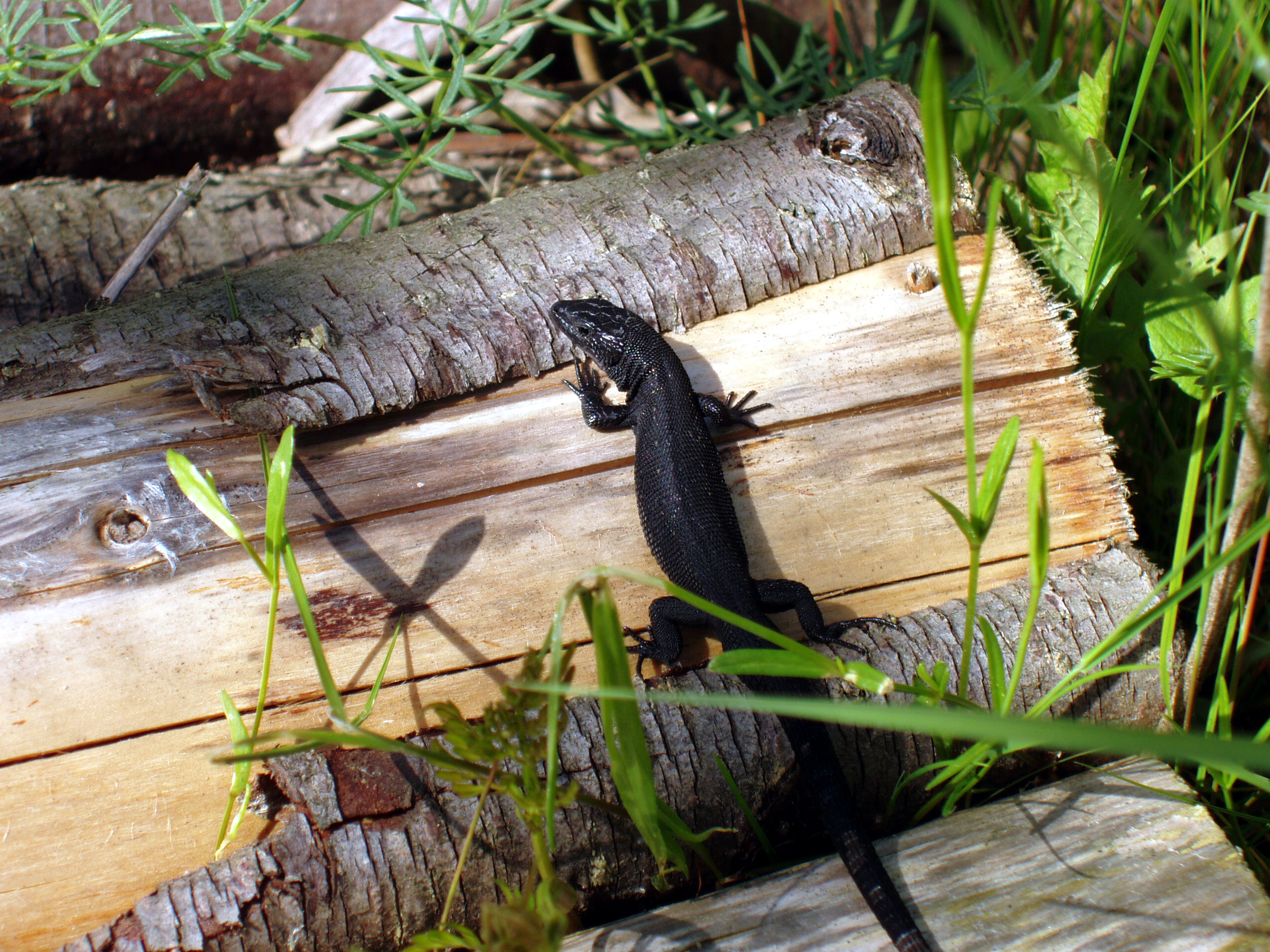
Waldeidechse auf dem Knüppeldamm

Das Verlandungsmoor des Sees ist 15 Hektar groß. Es weist einen pH-Gradienten auf und ist im südlichen Teil als nährstoffarmes Torfmoosmoor ausgebildet. Im Moor finden sich seltene und bedrohte Pflanzenarten wie Rundblättriger Sonnentau und Schlangen-Bärlapp. Außerdem bietet das Gebiet Lebensraum für Moorfrösche, Ringelnattern, Waldeidechsen, Schwarzspechte, Waldbaumläufer, Zwergschnäpper, Dachse, mehrere Fledermausarten und zahlreiche andere Arten. Auch Kraniche und Graugänse brüten hier. Im Moor finden sich Erlenbruchwälder, die in Erlen-Eschen-Wälder und mit zunehmender Entfernung zum Moor in Buchenwälder übergehen. Zum See hin treten Birken-Kiefern-Moorwälder auf.